# Europapokal der Pokalsieger (Handball) 2001/02
Am EHF-Europapokal der Pokalsieger 2001/02 nahmen 34 Handball-Vereinsmannschaften teil, die sich in der vorangegangenen Saison in ihren Heimatländern im Pokalwettbewerb für den Wettbewerb qualifizieren konnten. Es war die 27. Austragung des Pokalsiegerwettbewerbs. Die Pokalspiele begannen am 6. Oktober 2001 und endeten mit dem zweiten Finalspiel am 28. April 2002. Im Finale konnte sich BM Ciudad Real gegen den Titelverteidiger SG Flensburg-Handewitt durchsetzen.

## Modus
Der Wettbewerb startete mit zwei Spielen in Runde 2. Die Sieger zogen in Runde 3 ein, in der weitere, höher eingestufte, Mannschaften einstiegen. Alle Runden inklusive des Finales wurden im K.-o.-System mit Hin- und Rückspiel durchgeführt. Der Gewinner des Finales war Europapokalsieger der Pokalsieger der Saison 2001/02.

## Runde 2
Die Hin- und Rückspiele fanden zwischen dem 6. Oktober 2001 und dem 9. Oktober 2001 statt.
|                        | Gesamt |               | Hinspiel | Rückspiel |
| ---------------------- | ------ | ------------- | -------- | --------- |
| Sheriff Tiraspol       | 54:65  | Dennis Turku  | 25:30    | 29:35     |
| Grammar School Nicosia | 37:53  | Pölva Serviti | 18:24    | 19:29     |

## Runde 3
Die Hin- und Rückspiele fanden zwischen dem 9. November 2001 und dem  18. November 2001 statt.
|                             | Gesamt |                             | Hinspiel | Rückspiel |
| --------------------------- | ------ | --------------------------- | -------- | --------- |
| RK Partizan Belgrad         | 69:42  | Arkatron Minsk              | 42:21    | 27:21     |
| HK Kópavogur                | 49:56  | FC Porto                    | 24:29    | 25:27     |
| IF Guif                     | 57:39  | Handball Esch               | 30:21    | 27:18     |
| RK Velenje                  | 57:43  | Pölva Serviti               | 26:22    | 31:21     |
| Fibrex Săvineşti            | 44:39  | Viborg HK                   | 22:15    | 22:24     |
| RK Bosna Visoko             | 53:63  | Pfadi Winterthur            | 31:26    | 22:37     |
| RK Zamet Rijeka             | 63:55  | Šiauliai Universitetas      | 31:34    | 32:21     |
| Montpellier HB              | 52:28  | HC Browary                  | 29:12    | 23:16     |
| Maccabi Rechovot            | 53:63  | GK Energija Woronesch       | 28:33    | 25:30     |
| HV Sittardia                | 33:54  | Dunaferr SE                 | 17:28    | 16:26     |
| SG VfL Bad Schwartau-Lübeck | 56:42  | Beşiktaş Istanbul           | 32:23    | 24:19     |
| IL Runar Sandefjord         | 56:48  | Panellinios AC Athen        | 31:21    | 25:27     |
| Wisla Plock                 | 62:56  | Meran Handball              | 34:27    | 28:29     |
| HSG Bärnbach/Köflach        | 43:72  | SG Flensburg-Handewitt      | 20:33    | 23:39     |
| Dennis Turku                | 41:61  | BM Ciudad Real              | 25:31    | 16:30     |
| Sporting Neerpelt           | 40:48  | RK Tutunski Kombinat Prilep | 21:25    | 19:23     |

## Runde 4
Die Hinspiele fanden am 8./9. Dezember 2001 statt und die Rückspiele am 15./16. Dezember 2001.
|                             | Gesamt |                             | Hinspiel | Rückspiel |
| --------------------------- | ------ | --------------------------- | -------- | --------- |
| RK Zamet Rijeka             | 37:48  | Montpellier HB              | 23:24    | 14:24     |
| SG VfL Bad Schwartau-Lübeck | 46:48  | FC Porto                    | 24:22    | 22:26     |
| RK Partizan Belgrad         | 50:49  | RK Tutunski Kombinat Prilep | 29:22    | 21:27     |
| IF Guif                     | 31:50  | Dunaferr SE                 | 13:24    | 18:26     |
| BM Ciudad Real              | 75:60  | Pfadi Winterthur            | 40:26    | 35:34     |
| SG Flensburg-Handewitt      | 56:52  | Wisla Plock                 | 33:27    | 23:25     |
| Fibrex Săvineşti            | 52:57  | IL Runar Sandefjord         | 30:28    | 22:29     |
| GK Energija Woronesch       | 64:60  | RK Velenje                  | 30:26    | 34:34     |

## Viertelfinals
Die Hinspiele fanden am 23./24. Februar 2002 statt und die Rückspiele am 2./3. März 2002.
|                       | Gesamt  |                        | Hinspiel | Rückspiel |
| --------------------- | ------- | ---------------------- | -------- | --------- |
| Montpellier HB        | 48:51   | BM Ciudad Real         | 27:25    | 21:26     |
| GK Energija Woronesch | 52:63   | SG Flensburg-Handewitt | 31:31    | 21:32     |
| RK Partizan Belgrad   | 55:50   | IL Runar Sandefjord    | 30:18    | 25:32     |
| Dunaferr SE           | 44:44 * | FC Porto               | 25:15    | 19:29     |

## Halbfinals
Die Hinspiele fanden am 23./24. März 2002 statt und die Rückspiele am 30. März 2002.
|                     | Gesamt |                        | Hinspiel | Rückspiel |
| ------------------- | ------ | ---------------------- | -------- | --------- |
| Dunaferr SE         | 42:47  | SG Flensburg-Handewitt | 21:22    | 21:25     |
| RK Partizan Belgrad | 45:48  | BM Ciudad Real         | 20:19    | 25:29     |

## Finale
Das Hinspiel fand am 20. April 2002 in Ciudad Real statt und das Rückspiel am 28. April 2002 in Flensburg.
|                | Gesamt |                        | Hinspiel | Rückspiel |
| -------------- | ------ | ---------------------- | -------- | --------- |
| BM Ciudad Real | 58:54  | SG Flensburg-Handewitt | 31:22    | 27:32     |